# Francesco Camarda
Francesco Camarda (Milão, 10 de março de 2008) é um futebolista italiano que atua como centroavante. Atualmente, joga pelo Lecce, emprestado pelo Milan.

## Vida
Camarda nasceu em Milão, Itália. Quando criança ele também se interessou pelo kickboxing.

## Carreira
Camarda iniciou sua carreira na Afforese, escola de futebol de Milão. Durante sua passagem pelo Afforese, treinou na academia do time profissional Milan, e ingressou definitivamente no clube em 2015, após pouco mais de um ano no Afforese. Em seu primeiro treino com o Milan, ele foi escalado como zagueiro, mas depois de driblar continuamente pelos times adversários e marcar, foi transferido para a frente para jogar como atacante.
Durante sua passagem pela academia do Milan, Camarda se consolidou como um artilheiro prolífico; em um torneio sub-9 em Viena, Áustria, ele foi afastado devido a uma lesão com seu time perdendo por 2 a 0 para o adversário alemão Bayern de Munique. Ele pediu ao seu treinador que voltasse a campo e marcou dois gols e deu uma assistência na vitória final por 3-2. Sua forma prolífica continuou à medida que ele progredia na academia, e ele marcou vinte e dois gols em vinte e quatro jogos pelo time sub-15 do Milan, levando-os ao título do Scudetto sub-15.
Eventualmente, seus feitos de gols chamaram a atenção da mídia internacional, e ele foi elogiado por ter marcado 485 gols em apenas 89 partidas pela academia do Milan, uma média de 5,45 gols por jogo. Ele treinou com o time sub-19 do Milan aos quatorze anos e marcou dois gols pelo time na vitória amistosa contra o time Eccellenza Solbiatese.
Camarda fez sua estreia na UEFA Youth League contra o Newcastle United em 19 de setembro de 2023, marcando dois gols na vitória por 4-0. Esses gols fizeram de Camarda o segundo jogador mais jovem a marcar dois gols no torneio e o mais jovem artilheiro italiano com 15 anos e 193 dias, quebrando o recorde de Fabrizio Caligara de 16 anos e 189 dias.
Em novembro de 2023, também devido a uma crise de lesão, o técnico do Milan, Stefano Pioli, convocou Camarda como parte da equipe titular para o jogo da Série A contra a Fiorentina, em 25 de novembro de 2023; para tal, o clube teve de solicitar especificamente uma autorização à Federação Italiana de Futebol, uma vez que normalmente os jogadores sub-16 não podem fazer parte da equipa principal italiana. Ele acabou entrou na partida aos 83 minutos de jogo, tornando-se o jogador de futebol mais jovem da Série A de todos os tempos, aos 15 anos e 260 dias de idade.

## Carreira internacional
Camarda representou a Itália pelo time sub-15, sub-16 e sub-17.